# Rafael Gómez Montero
Rafael Gómez Montero (Ávila; 14 de octubre de 1922 - 1994) fue un periodista y poeta español. 

## Vida periodística
Se inicia en el Diario de Ávila y en el Diario deportivo Gol, hoy Marca. Funda y dirige en 1951, Radio Juventud de Almería. Un año después funda Radio Ávila que comienza andadura bajo su dirección. Recibe el premio Nacional de Radiodifusión en 1950 y de San Fernando de periodismo e 1951. Es responsable de la creación en 1952 de la Revista oral de poesía hispánica Hontiveros.
En 1956 entra a formar parte como subdirector de la emisora La Voz de Granada, creando la revista Verde Limón, donde se desarrolla el Aula del Cante Jondo y la fonoteca del arte Flamenco, que supondrá el germen de numerosos festivales y creaciones de flamencología. En 1968 entra a formar parte de la redacción del periódico Ideal de Granada.
Fue miembro de honor en 1978 de la Institución Gran Duque de Alba, del Consejo Superior de Investigaciones Científicas, como reconocimiento por su labor periodística de promoción del arte flamenco y cronista oficial de Barranco del Poqueira de Las Alpujarras granadinas, título otorgado en 1985 por la amplia labor periodística desarrollada en pro de esa comarca de Granada.

## Obra
- Por tierra de Santos y de Cantos. 1946
- Guía de Ávila. 1946
- El alma de Larreta se llama Ávila. 1949
- Granada, bronce y nieve. 1960
- Entierro de García Lorca. 1971